# 20317 Hendrickson
20317 Hendrickson este un asteroid din centura principală de asteroizi.

## Descriere
20317 Hendrickson este un asteroid din centura principală de asteroizi. A fost descoperit pe 29 martie 1998 la Socorro, New Mexico, în cadrul proiectului LINEAR. Asteroidul prezintă o orbită caracterizată de o semiaxă mare de 2,62 ua, o excentricitate de 0,01 și o înclinație de 3,8° în raport cu ecliptica.